# Cumulopuntia chichensis
Cumulopuntia chichensis là một loài thực vật có hoa trong họ Cactaceae. Loài này được (Cárdenas) E.F.Anderson mô tả khoa học đầu tiên năm 1999.